# Финансовый менеджмент
Финансовый менеджмент — система управления денежными потоками организации с целью оптимизации рисков в соответствии с критериями и предпочтениями руководящих субъектов в рамках избранной общей стратегии. Финансовый менеджмент неразрывно связан с маркетингом, хотя в Российской научной литературе встречаются лишь единичные обсуждения данного вопроса.

## О финансовом менеджменте
Тема денежных отношений, которая связана с формированием, использованием и регулированием ресурсов организации.
Финансовый менеджмент направлен на управление движением финансовых ресурсов и финансовых отношений, возникающих между хозяйствующими субъектами в процессе движения финансовых ресурсов. Вопрос, как искусно руководить этими движениями и отношениями, составляет содержание финансового менеджмента. Финансовый менеджмент представляет собой процесс выработки цели управления финансами и осуществление воздействия на финансы с помощью методов и рычагов финансового механизма для достижения поставленной цели. Одним из эффективных методов является применение теста Хаскеля, позволяющего в короткие сроки выявить слабые стороны в финансовом менеджменте.
Финансовый менеджмент в организациях во многом схож с бухгалтерским учётом. Но бухгалтерский учёт занимается учётом уже совершённых операций (и, следовательно, учётом «исторической» финансовой информации). А финансовый менеджмент смотрит в будущее и занимается анализом эффективности и планированием ещё предстоящих финансовых операций.
Финансовый менеджмент является одним из многих направлений науки об управлении, менеджмента, из которой он черпает как стратегию, так и тактику управления. Под стратегией в данном случае понимаются общее направление и способ использования средств для достижения поставленной цели. Этому способу соответствует определенный набор правил и ограничений для принятия решений. Стратегия позволяет сконцентрировать усилия на вариантах решения, не противоречащих принятой стратегии, отбросив все другие варианты. После достижения цели стратегия как направление и средство её достижения прекращает своё существование. Новые цели ставят задачу разработки новой стратегии. Тактика — это конкретные методы и приёмы для достижения поставленной цели в конкретных условиях. Задачей тактики управления является выбор оптимального решения и наиболее приемлемых в данной хозяйственной ситуации методов и приёмов управления.
Целью финансового менеджмента является максимизация прибыли, благосостояния предприятия с помощью рациональной финансовой политики.
Задачи финансового менеджмента:
1. Обеспечение наиболее эффективного использования финансовых ресурсов.
2. Оптимизация денежного оборота.
3. Оптимизация расходов.
4. Обеспечение минимизации финансового риска на предприятии.
5. Оценка потенциальных финансовых возможностей предприятия.
6. Обеспечение рентабельности предприятия.
7. Задачи в области антикризисного управления.
8. Обеспечение текущей финансовой устойчивости предприятия.

Основными принципами финансового менеджмента являются:
1. Финансовая самостоятельность предприятия.
2. Самофинансирование предприятия.
3. Материальная заинтересованность предприятия.
4. Материальная ответственность.
5. Обеспечение рисков финансовыми резервами.

Управление финансовыми потоками осуществляется с помощью разных приёмов. Общим содержанием всех приёмов финансового менеджмента является воздействие финансовых отношений на величину финансовых ресурсов. К приёмам управления движением финансовых ресурсов и капитала относятся:
- системы расчетов и их формы;
- кредитование и его формы;
- депозиты и вклады (в том числе в драгоценные металлы и за рубежом);
- операции с валютой;
- страхование (включая хеджирование);
- залоговые операции;
- трансферт;
- трастовые операции;
- текущая аренда;
- лизинг;
- селенг;
- транстинг;
- франчайзинг;
- бухгалтерский учет.

Существуют различные стратегии финансового менеджмента:
- Критерий Келли
- Финансовый менеджмент Miller’a
- Мартингейл
- Оскар Грайнд